# Научноизследователски строителен институт
„Научноизследователският строителен институт – НИСИ“ ЕООД е национален държавен изследователски и контролен институт с компетенции в строителството към Министерството на регионалното развитие и благоустройството (МРРБ).
Основан е в началото на 1899 г. като лаборатория („Контролно място“) към Министерството на обществените сгради, пътищата и благоустройството на Княжество България със задача изпитване на строителни материали. Лабораторията отначало извършва главно изпитване на хидравлични свързващи вещества (цимент и хидравлична вар), внасяни тогава от чужбина, а по-късно – и изпитвания на други видове строителни материали.
По-късно, през 1909 г., с изграждането на Първата българска фабрика за цимент „ЛЕВ“ – Плевен, стартират и първите изследвания на български строителни материали. 1954 г. с постановление на Министерския съвет структурата се обособява като Научноизследователски строителен институт.
Някъде по това време се извършва подготовка по изграждане на настоящата сграда на института на бул. Никола Петков №86. Първоначално адреса на института е бул. Никола Петков №36. След преномериране на адресите по булеварда номера се променя. Емблематично за сградата е, че тя е построена на два етапа, първоначално института е построен с 4-етажа. Последвие е надстроен с още 2 етажа със скатен покрив. 
Понастоящем институтът има един от най-големите обхвати за изпитване и оценяване на съответствието на строителни продукти. 
С времето след преходът към демокрация научноизследователската дейност на института силно намалява поради липса на финансиране. Институтът след демократичните промените вече не е бюджетно предприятие и поради това започват да се търсят нови източници на финансиране. Фокус на института става оценяването на съответствието, съгласно европейското законодателство. Благодарение на получаването на разрешение за лице за оценяване на съответствието и акредитацията на лабораторията, института успява да преодолее този труден период.
Сред другите дейности извършвани от института са :
- Изготвяне на технически експертизи
- Изготвяне на БТО (Българско техническо одобрение)
Известно време той е и център за следдипломно обучение на строителни инженери за нуждите на строителните лаборатории в страната. Също така се е извършвало и инженерингово изпълнение на малки обекти. След последните такива е проектиране и изпълнение на шумозащитни стени на покрива на МРРБ, проектиране и изпълнение на покривни конструкции за преустройство на регионална библиотека в Пазарджик.
Инстутита има две основни подразделения. Първата част е акредитирана лаборатория за изпитване на строителни материали, в която се извършват както изпитвания по стандартизирани методи така и нестандартни изпитвания. Втората част от института е лице за оценяване на съответствието, което е акредитиран орган под номер 2032 в регистъра на нотифицираните лица.
Лабораторията е разделена на три отделни сектора: „Бетони, армировки, строителни материали и изделия“, „Строителни конструкции и земна механика“ и „Строителна химия и изолации“. Института разполага с единствената в страната пълно размерна камера за строителна акустика. Също така към института има специализирано хале със силов под, за изпитване на пълноразмерни конструкции, което е заедно с намиращия се силов под в Университета по Архитектура, Строителство и Геодезия са единствените в страната.
През 2018г. към НИСИ се влива Научноизследвателския институт по строителни материали - НИИСМ. Който има сходна дейност и е също под шапката на МРРБ. По този начин се обособяват два работещи офиса на института в София. Основният на ул. Никола Петков 86, и втория на ул. Илия Бешков 2.
Сред най-интересните изпитвания извършвани към НИСИ в последните десет години са: Изпитване на сегментите от тунелната облицовка на втори и трети метродиаметър на София, Изпитване на удар на стъклените ограждения в Софийската Зоологическа градина, Изпитване на водонепропускливост на GFRP тръби с диаметър 2 m, Изпитване на релаксация на пръти за предварително напрягане със сила 220 тона.

### Управители
По време на комунизма управителите на института са избирани от подразделенията на института ( Русе, Бургас, София, Пловдив) с гласуване. След прехода към демокрация управителите на института биват назначавани от Министерство на Регионалното Развитие и Благоустройство. Понастоящем биват избирани с конкурс.
След комунизма част от управителите на института са:
проф. д-р. инж. Румен Гуглев - управлява института два периода. Вторият е до 2016 година.;
инж. Веселин Давидов - депутат от 41-вото Народно Събрание на Република България. В последствие част от управителният съвет на АПИ.;
инж. Благовест Крумов - първоначално, част от мениджмънта на института като заместник Веселин Давидов;
инж. Станко Йончев - дългогодишен експерт, част от НИСИ ЕООД, управител от 11.2018 -07.2019 г. ;
Мая Косева - настоящ управител.

### Лого
Дълги години логото на института е запазена марка. Вътрешно е известно като къщичката. След изтичането на старата запазена марка е добавена годината на основаване на организацията, която се смята за основа на института - 1899 година. Новото лого е регистрирано и е запазена марка до 2029г.

### Емблематични личности, работили в института
инж. Стоян Братоев - един от първооснователите на софийското метро. Дългогодишен управител на Метрополитен;
инж. Методи Андреев - депутат от 43-тото Народно Събрание;
инж. Славчо Петров - дългогодишен ръководител на секция  "Бетон, армировки и строителни изделия";
инж. Камен Панайотов (чичо Камен) - дългогодишен сътрудник в института част от секция "Бетон, армировки и строителни изделия";
инж. Румен Гуглев - управител на института в едни от най-бурните времена на прехода от комунизъм към демокрация.